# Скотницький Потік
Скотницький Потік (пол. Skotnicki Potok) — гірська річка в Польщі, у Новотарзькому повіті Малопольського воєводства. Права притока Грайцарика, (басейн Балтійського моря).

## Опис
Довжина річки приблизно 5,5 км, найкоротша відстань між витоком і гирлом — 4,15  км, коефіцієнт звивистості  річки— 1,33. Формується притокою, безіменними струмками та частково каналізована.

## Розташування
Бере початок на південно-східних схилах гори Дзвонкувки (982 м) на висоті 900 м над рівнем моря (гміна Щавниця). Тече переважно на південний захід і у місті Щавниця впадає у річку Грайцарик, праву притоку Дунайця.

## Притоки
- Потік Чорний (ліва).

## Цікаві факти
- На мапі Геопортал верхня течія річки називається Потік Білий.[1]
- У місті Щавниці на лівому березі річки біля мінерального джерела Пітонякувка[1] розташована Санаторія Щавниця.[2]